# Heliconius albida
Heliconius albida är en fjärilsart som beskrevs av James John Joicey och William James Kaye 1918/19. Heliconius albida ingår i släktet Heliconius och familjen praktfjärilar. Inga underarter finns listade i Catalogue of Life.